# Distrito de Cuxhaven
El Distrito de Cuxhaven es el distrito (Landkreis) más grande en superficie de Baja Sajonia en Alemania, sin embargo tiene muy baja densidad de población, con sus 99 habitantes por km², es casi la mitad de la densidad media del Land. 

## Ciudades y comunidades
(Habitantes a 31 de diciembre de 2005)
Comunidades
- Cuxhaven, Ciudad independiente de gran tamaño (52.095)
- Langen, Ciudad (18.702)
- Loxstedt (16.261)
- Nordholz (7.644)
- Schiffdorf (14.121)

Samtgemeinden con miembros de comunidad
* Capital del distrito
| - 1. Samtgemeinde Am Dobrock (12.356) 1. Belum (881) 2. Bülkau (924) 3. Cadenberge * (3.353) 4. Geversdorf (780) 5. Neuhaus (1.266) 6. Oberndorf (1.532) 7. Wingst (3.630) - 2. Samtgemeinde Bederkesa (12.437) 1. Bad Bederkesa, Flecken * (5.072) 2. Drangstedt (1.486) 3. Elmlohe (861) 4. Flögeln (685) 5. Köhlen (968) 6. Kührstedt (1.110) 7. Lintig (1.373) 8. Ringstedt (882) - 3. Samtgemeinde Beverstedt (14.182) 1. Appeln (487) 2. Beverstedt, Flecken * (4.430) 3. Bokel (2.612) 4. Frelsdorf (734) 5. Heerstedt (499) 6. Hollen (880) 7. Kirchwistedt (488) 8. Lunestedt (2.531) 9. Stubben (1.521) | - 4. Samtgemeinde Börde Lamstedt (6.176) 1. Armstorf (635) 2. Hollnseth (947) 3. Lamstedt * (3.387) 4. Mittelstenahe (639) 5. Stinstedt (568) - 5. Samtgemeinde Hadeln (10.345) 1. Neuenkirchen (1.500) 2. Nordleda (1.175) 3. Osterbruch (568) 4. Otterndorf, Stadt * (7.102) - 6. Samtgemeinde Hagen (11.225) 1. Bramstedt (1.888) 2. Driftsethe (721) 3. Hagen im Bremischen * (3.929) 4. Sandstedt (1.760) 5. Uthlede (993) 6. Wulsbüttel (1.934) | - 7. Samtgemeinde Hemmoor (14.427) 1. Hechthausen (3.535) 2. Hemmoor, Stadt * (8.819) 3. Osten (1.973) - 8. Samtgemeinde Land Wursten (9.722) 1. Cappel (750) 2. Dorum * (3.595) 3. Midlum (1.920) 4. Misselwarden (482) 5. Mulsum (509) 6. Padingbüttel (477) 7. Wremen (1.989) - 9. Samtgemeinde Sietland (5.683) 1. Ihlienworth * (1.721) 2. Odisheim (607) 3. Steinau (934) 4. Wanna (2.421) |

## Literatura
- Erich von Lehe: Geschichte des Landes Wursten. Mit einem Beitrag von Werner Haarnagel. Bremerhaven 1973
- Rudolf Lembcke (Hrsg.): Kreis Land Hadeln. Geschichte und Gegenwart. Otterndorf 1976.
- Rudolf Lembcke: 100 Jahre Kreise an Elb- und Wesermündung 1885 - 1985. Der Landkreis Cuxhaven und seine Rechtsvorgänger. Otterndorf 1985.
- Hans Jürgen Hansen, Klaus Rohmeyer: Küstenkreis Cuxhaven. Urbes Verlag Gräfeling vor München, 1983.